# Amado Mio (brano musicale)
Amado Mio, è un brano musicale del 1946 interpretato per la prima volta, seppure in playback, da Rita Hayworth, doppiata dalla voce della cantante Anita Kert Ellis, all'interno del film noir Gilda, diretto da Charles Vidor. 
Furono incise diverse cover del brano nel corso degli anni, ad opera di artisti quali Lee Nam-Soon, Natalino Otto che la introdusse per la prima volta in Italia, Pink Martini, Carmen Consoli, Ilkka "Danny" Lipsanen, Homar Dzaiy e molti altri.

## Versione di Grace Jones
Nel 1989 Grace Jones realizzò una cover del brano in chiave dance, pubblicata nell'album Bulletproof Heart
Il brano fu remixato nel 1990 da Clivillés and Cole con il titolo Brazilian Mix, e pubblicato come secondo singolo dell'album.
Nonostante la tiepida accoglienza in Europa, divenne una hit da discoteca negli Stati Uniti dove raggiunse l'undicesima posizione della Hot Dance Club Songs di Billboard, accoppiato come Double A-side al brano Crack Attack, presente anch'esso nell'album.

## Tracce
- 7" single

A. "Amado Mio" (The Brazilian Mix – radio edit) – 3:45
B. "Amado Mio" (LP version – radio edit) – 4:02
- 12" single

A. "Amado Mio" (The Brazilian Mix) – 6:24
B1. "Amado Mio" (The 28th St. Crew Club Mix) – 6:16
B2. "Amado Mio" (The 28th St. Crew Dub Mix) – 7:08
- US 12" single

A1. "Amado Mio" (The Brazilian Mix) – 6:23
A2. "Amado Mio" (The 28th St. Crew Dub Mix) – 7:08
B1. "Crack Attack" (The Don't Do It Mix) – 6:16
B2. "Crack Attack" (LP version) – 5:20
- CD single

1. "Amado Mio" (The Brazilian Mix) – 6:24
2. "Amado Mio" (The 28th St. Crew Club Mix) – 6:16
3. "Amado Mio" (The 28th St. Crew Dub Mix) – 7:08

## Classifiche
| Chart (1990)         | Peak position |
| -------------------- | ------------- |
| Germania             | 83            |
| Italia               | 38            |
| Regno Unito          | 96            |
| Hot Dance Club Songs | 11            |